# 克里斯蒂娜·英格斯多塔
克里斯蒂娜·英格斯多塔（瑞典語：Kristina Ingesdotter，？年—1122年1月18日），瑞典國王老英格與其皇后海倫娜的女兒、瑞典國王布洛特-斯文的外甥女、拉格瓦爾德的姊姊。
克里斯蒂娜嫁給諾夫哥羅德大公、羅斯托夫王公及別爾哥羅德王公姆斯季斯拉夫。根據瓦西里·塔蒂切夫的記載，他們於1095年結婚。波蘭歷史學家達里烏斯·多布羅夫斯基記載，塔蒂切夫並非基於可靠的消息來源。克里斯蒂娜應該在1090年至1096年與姆斯季斯拉夫結婚 。
考古學家發現克里斯蒂娜的私人印章，描繪的是一個戴著皇冠的女人和聖徒的光環，並在希臘文中刻有“聖克里斯蒂娜”的字樣。克里斯蒂娜公主在內爾迪察教堂中被描繪為聖克里斯蒂娜，這表明她可能已被視為當地的聖人。
她的父親瑞典國王老英格於1110年去世，其侄子菲里普繼承瑞典王位。克里斯蒂娜居住在羅斯，對瑞典算是太遙遠了，無法分享她父親的遺產，只有她的兩名妹妹丹麥的女王瑪格麗塔·弗雷德庫拉和卡塔里娜·英格斯多塔成為父親的繼承人。但是，眾所周知，瑪格麗特與挪威的侄女英格麗·拉格瓦爾德斯多塔（兄長拉格瓦爾德的女兒）和外甥女英格堡分享了自己的財產，每人給他們四分之一：英格堡是克里斯蒂娜的長女，並且是她在斯堪的那維亞唯一子女。幾年後，她與丹麥王子克努特·拉瓦德結婚後就居住在丹麥，這可算作是母親克里斯蒂娜繼承的遺產。
克里斯蒂娜於1122年1月18日去世。死後三年，她的丈夫姆斯季斯拉夫成為基輔大公。 

## 家庭
1095年左右，克里斯蒂娜與基輔羅斯的姆斯季斯拉夫結婚，兩人共有3子4女：
1. 英格堡（英语：Ingeborg of Kiev），丹麥國王瓦爾德馬一世的母親
2. 曼芙蕾德（英语：Malmfred of Kiev），先後與西居爾一世、埃里克二世結婚
3. 多布蘿迪婭（英语：Dobrodeia of Kiev）
4. 弗謝沃洛德，普斯科夫大公
5. 瑪麗亞（英语：Maria Mstislavna of Kiev），基輔大公夫人
6. 伊賈斯拉夫，基輔大公
7. 羅斯季斯拉夫，基輔大公